# フランネルフラワー

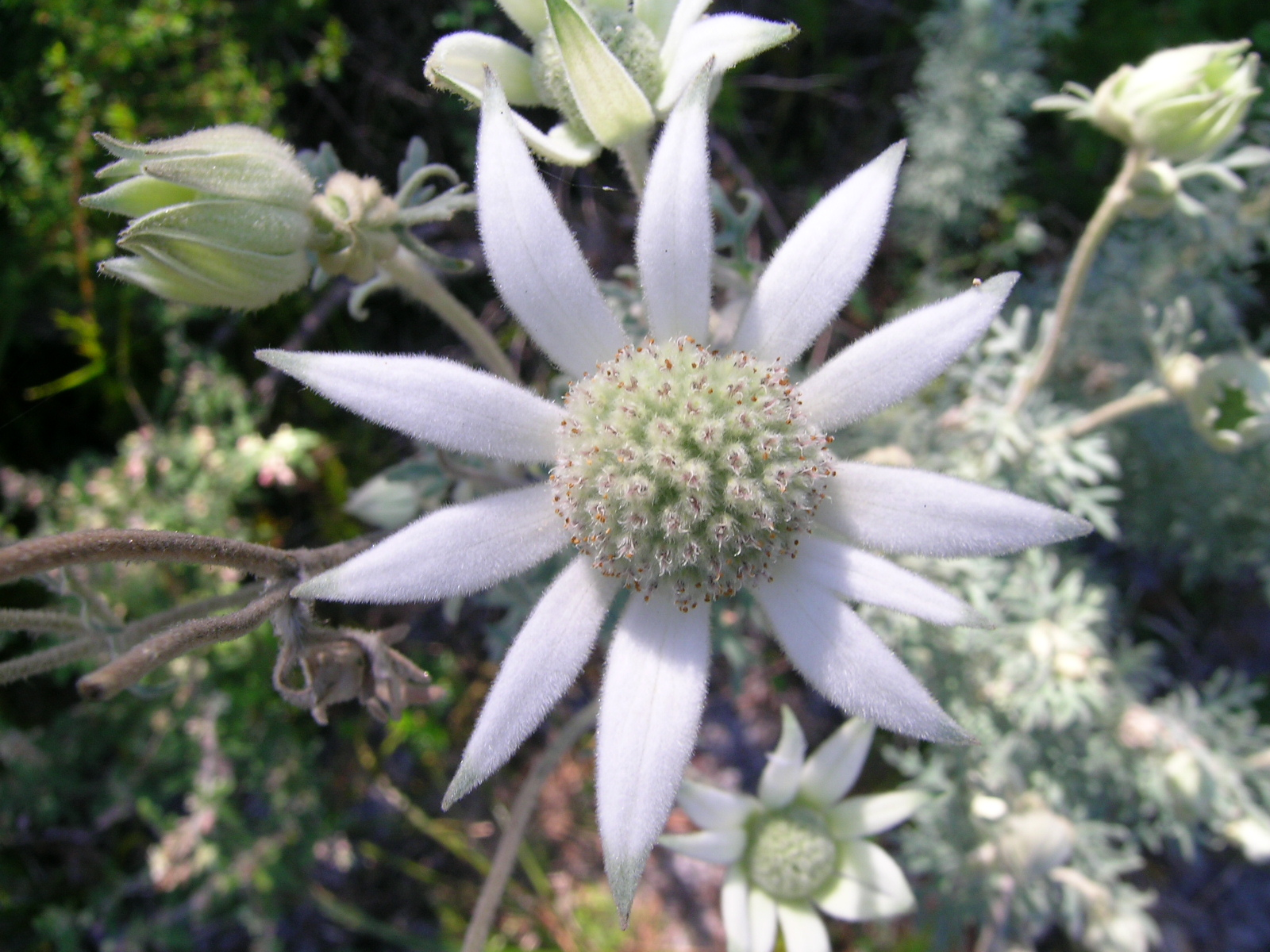
フランネルフラワー

フランネルフラワー (英: Flannel flower、学名: Actinotus helianthi)とは、セリ科アクチノータス属の常緑多年草である。別名「アクチノタス」とも呼ばれる。

## 概要
オーストラリア原産の植物。オーストラリアの山岳地帯の森林や、沿岸部の砂地、海岸などの砂質土壌の所に自生している。以前は輸入切り花のみが流通していたが、2009年に岐阜県農業技術センターが品種改良をし、「フェアリーホワイト」という種類のフランネルフラワーが鉢花として流通したことで、鉢花の流通が増えた。
草丈は、30～100cm。花や葉、茎には、細かい毛が密生している。葉の色はシルバーグリーン。花の色は白もしくは、クリーム色、複色。4月～6月と9月～11月 (12月)頃に花を咲かせ、開花期が長い。根はとても繊細で、傷がつくと枯れることがある。4～5月と9～10月頃が植え付けに適している。
水はけの良い酸性の土を好む。1度に高濃度の肥料を与えると、肥料やけを起こし、傷むことがある。
日当たりのよい場所を好み、直射日光の当たる場所に置かないと、間延びして花が咲かないことがある。乾燥に比較的強く、乾燥気味の環境を好むが、極端な乾燥には弱い。耐寒性が弱く、霜に当たると枯れる。耐暑性もやや弱く、高温多湿に弱い。
種まきで増やせるが、増やした苗は、無断譲渡や販売が禁じられている。

### 害虫
- ハダニ[2][9]

### 病気
- 灰色かび病[2][9]